# Ciuf de pădure

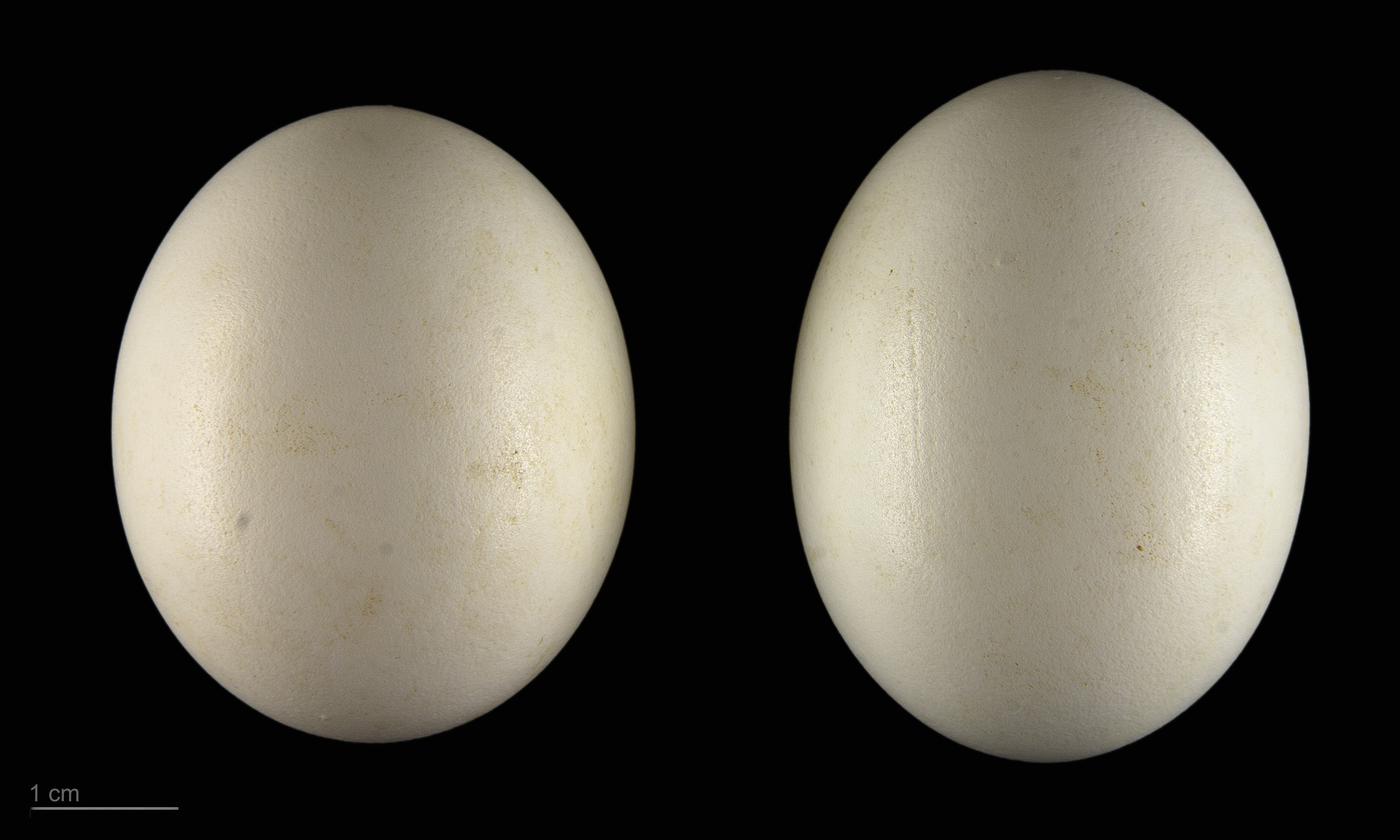
Asio otus otus - MHNT

Ciuful de pădure (Asio otus) este o pasăre răpitoare de noapte din familia bufnițelor (Strigidae), ordinul strigiformelor (Strigiformes). Este sedentară, fiind răspândită în Europa, Asia, Africa de Nord și America de Nord. Are o mărime de 36 cm (între guguștiuc și porumbel). Coloritul corpului pe spate este ruginiu-gălbui deschis cu desene cenușii și brune, în formă de dungi subțiri, longitudinale; abdomenul este roșiatic sau ruginiu-gălbui amestecat cu alb, cu dungi longitudinale. Ciocul este brun, iar picioarele galben-ruginii. Urechile sunt înalte și întunecate, fața este înconjurată cu penaj galben, ochii sunt mari și aurii. 
Trăiește în pâlcuri de păduri, câmp deschis, zone mlăștinoase, parcuri, livezi, dumbrăvi. Cuibărește în pâlcurile de păduri, folosind cuiburile vechi ale altor păsări (ciori, coțofene etc.) sau pe cele de veveriță, rar pe pământ, la baza trunchiurilor sau în iarba înaltă. 
Se hrănește cu șoareci în proporție de 90% și cu păsări mici. Duce o viață arboricolă nocturnă. Ziua nu vânează, ci stă așezat lângă trunchiul vreunui arbore, în caz de pericol înălțându-se și ridicându-și urechile. Strigă numai lângă cuib, unde se aude un "hu-uu"; face și alte zgomote: miorlăituri, plesnituri din aripi etc. Depune 4-6 ouă la intervale de 2 zile, începând din mijlocul lui martie și până la începutul lui aprilie. Ouăle sunt scurt eliptice, netede, cu pori fini, albe. Incubația durează 27-32 de zile. Clocitul este asigurat numai de femelă. Are loc o clocire pe an; în condiții de hrană bogată, pot avea loc și două. Puii sunt nidicoli și sunt hrăniți de femelă cu hrana adusă de mascul.
În România și Republica Moldova trăiește subspecia Asio otus otus (Linnaeus, 1758), fiind răspândită în ținuturile de joasă altitudine, unde stă tot timpul anului; în iernile aspre, multe exemplare nordice se adaugă populațiilor noastre sau trec chiar mai la sud, iernând în sudul Africii și în sud-vestul Asiei.

## Subspecii
- Asio otus canariensis Madarasz, 1901
- Asio otus otus (Linnaeus, 1758)
- Asio otus tuftsi Godfrey, 1948
- Asio otus wilsonianus (Lesson, 1830)